# Diriyya E-Prix 2018
Der Diriyya E-Prix 2018 (offiziell: 2018 Saudia Ad Diriyah E-Prix) fand am 15. Dezember auf der Formel-E-Rennstrecke Diriyya in Diriyya statt und war das erste Rennen der FIA-Formel-E-Meisterschaft 2018/19. Es handelte sich um den ersten Diriyya E-Prix und um das erste Rennen der FIA-Formel-E-Meisterschaft in Vorderasien.

## Bericht

### Hintergrund
Im Frühjahr 2018 gab die Formula E Holdings den Abschluss eines Zehn-Jahres-Vertrags mit Saudi-Arabien über die jährliche Durchführung eines Rennens im Rahmen der FIA-Formel-E-Meisterschaft bekannt. Die Bekanntgabe sorgte für Kritik, da Saudi-Arabien in den Huthi-Konflikt im benachbarten Jemen verwickelt ist und zudem oftmals Verstöße gegen die Menschenrechte erfolgen. Durch die Ermordung von Jamal Khashoggi im Oktober 2018 verstärkte sich diese Kritik nochmal deutlich. Unter anderem schrieb Mohammad Taqi, Kolumnist der Huffpost, über die FIA-Formel-E-Meisterschaft: „Das E steht jetzt für Exekution!“ Neben dem Diriyya E-Prix galt die Kritik auch anderen internationalen Sportereignissen, mit denen Saudi-Arabien eine „Imagepolitur“ betreiben wolle, darunter Boxkämpfen, Fußballspielen, Tennismatches sowie Wrestling-Veranstaltungen. Alejandro Agag, Geschäftsführer der Formula E Holdings, sagte bei der im Oktober 2018 durchgeführten Future-Investment-Initiative-Konferenz in Riad über Saudi-Arabien: „Das ist das neue Zuhause der Formel E“.
HWA Racelab debütierte bei diesem E-Prix in der FIA-Formel-E-Meisterschaft, das Team setzte Kundenmotoren von Venturi ein. Damit wächst das Starterfeld der Serie erstmals auf 22 Fahrzeuge an. Andretti Autosport geht bei diesem Rennen zum ersten Mal als BMW-Werksteam an den Start. Virgin Racing trat nach drei Saisons als Werksteam von DS Automobiles nun als Audi-Kundenteam an. Neues DS-Werksteam war Techeetah. Nismo ersetzte Renault im Formel-E-Team von DAMS, das Team ging nun unter dem Namen Nissan e.dams an den Start.
Maximilian Günther (Dragon Racing), Felipe Massa (Venturi), Gary Paffett (HWA Racelab), Alexander Sims (Andretti Autosport) und Stoffel Vandoorne (HWA Racelab) debütierten bei diesem E-Prix in der FIA-Formel-E-Meisterschaft.
Jérôme D’Ambrosio (Mahindra Racing), Tom Dillmann (NIO Formula E Team), Robin Frijns (Virgin Racing) und Oliver Rowland (Nissan e.dams) bestritten erstmals ein Rennen für ihr neues Team. Dillmann und Rowland gingen erstmals als Stammfahrer eines Teams an den Start, zuvor hatten sie lediglich als Ersatzfahrer Rennen in der FIA-Formel-E-Meisterschaft bestritten.
Daniel Abt, Lucas di Grassi, António Félix da Costa, Massa und Vandoorne erhielten im Rennen einen sogenannten Fanboost, sie durften die Leistung ihres Fahrzeugs nach der 23. Minute des Rennens einmal auf 240 kW bis 250 kW erhöhen und so bis zu 100 Kilojoule Energie zusätzlich verwenden. Es war der erste E-Prix, bei dem fünf Fahrer den Fanboost erhielten, zuvor waren dies immer drei Fahrer pro Rennen gewesen. Während es für Abt der 19. und für di Grassi bereits der 26. Fanboost war, erhielten die übrigen drei Piloten zum ersten Mal die Zusatzenergie.

### Training
Das erste freie Training, das um 07:00 Uhr starten sollte, wurde wegen starken Regens abgesagt. Stattdessen wurde das zweite Freie Training 30 Minuten vorgezogen und auf 60 Minuten verlängert.
Auch das zweite freie Training fand nicht wie geplant statt, es wurde mehrfach verschoben und in diesem Zuge verkürzt. Vandoorne fuhr in 1:18,868 Minuten die Bestzeit vor Sam Bird und Sébastien Buemi. Das 35 Minuten lange Training bei nassen Bedingungen wurde hinter dem Safety Car begonnen und musste nach einem Unfall von Edoardo Mortara für rund 17 Minuten unterbrochen werden.

### Qualifying
Das Qualifying begann um 12:25 Uhr und fand in zwei Gruppen zu je elf Fahrern statt, jede Gruppe hatte 15 Minuten Zeit, in der die Piloten maximal eine gezeitete Runde mit einer Leistung 200 kW und anschließend maximal eine gezeitete Runde mit einer Leistung von 250 kW fahren durften. Félix da Costa war mit einer Rundenzeit von 1:17,728 Minuten Schnellster.
Das anschließend geplante Superpole genannten Einzelzeitfahren die ersten sechs Piloten fiel aus Zeitgründen aus. Félix da Costa sicherte sich somit die Pole-Position und damit drei Punkte. Die weiteren Positionen belegten Dillmann, José María López, Buemi, Vandoorne und Bird.
Dillmann wurden alle Rundenzeiten aberkannt, da er mehr als die erlaubten drei Runden im Qualifying gefahren war. Die Rundenzeiten der 250-kW-Runde von Bird, di Grassi, Frijns und Rowland wurden gestrichen, da alle vier auf ihrer Runde mehr als die maximal erlaubten 250 kW Energie verbraucht hatten. Mortara wurde um drei Positionen nach hinten versetzt, da sein Team die „Richtlinien zur Implementierung der Batteriesoftware“ von Batteriehersteller McLaren Applied Technologies nicht eingehalten hatte und deshalb bereits am Vortag eine Geldstrafe erhalten hatte. Außerdem wurden alle Rundenzeiten von Dillmann und Turvey gestrichen, da ein Sensor an ihren Fahrzeugen nicht wie vorgeschrieben Daten an die Rennleitung übermittelte.

### Rennen
Das Rennen ging über eine Zeit von 45 Minuten zuzüglich einer Runde. Jeder Fahrer musste den Attack-Mode zweimal benutzen, nach der Aktivierung leistete das Fahrzeug für eine Zeit von vier Minuten maximal 225 kW statt 200 kW.
Beim Fahren auf die Startpositionen fuhr Félix da Costa zu weit nach vorne, er musste zurücksetzen und stand anschließend schräg, aber an seiner korrekten Startposition. Dennoch behielt er nach dem Start die Führung, hinter ihm überholte Buemi López, Vergne ging an Vandoorne vorbei. Auch Paffett verlor drei Positionen an Sims, Massa und Abt. In Kurve eins fuhr Mortara wegen eines Bremsdefektes geradeaus und prallte gegen die Streckenbegrenzung. Dabei beschädigte er sich seinen Frontflügel, den er anschließend in der Box wechseln ließ. Er nahm das Rennen danach mit einer Runde Rückstand wieder auf. André Lotterer ging unterdessen an D’Ambrosio vorbei. Am Ende der ersten Runde führte somit Félix da Costa vor Buemi, López, Vergne, Vandoorne, Lotterer, D’Ambrosio, Mitch Evans, Sims und Massa.
Vandoorne konnte das Tempo der Spitzengruppe nicht mitgehen, er verlor in den folgenden Runden mehrere Positionen. Auch López musste Vergne und Lotterer passieren lassen, Rosenqvist stellte sein Fahrzeug mit einem technischen Defekt am Streckenrand ab. Anschließend gingen Vergne und Lotterer kurz nacheinander an Buemi vorbei und schlossen auf Félix da Costa auf. In der 14. Runde ging Vergne dann an Félix da Costa vorbei und lag nun in Führung. Buemi fiel weiter zurück, López und D’Ambrosio überholten ihn in der 21. Runde. Eine Runde später überholte Lotterer mit aktiviertem Attack-Mode Félix da Costa im Kampf um Platz zwei.
Lotterer, Massa, der zu diesem Zeitpunkt nach einem Unfall bereits ausgeschiedene Paffett und Vergne erhielten eine Durchfahrtstrafe, da an ihren Fahrzeugen infolge einer fehlerhaften Implementierung der Batterie-Software zu viel Energie zurückgewonnen wurde. Vergne fiel auf Platz fünf, Lotterer auf Platz sieben und Massa auf Platz 16 zurück. López versuchte in Runde 24 und Runde 25 jeweils, den Attack-Mode zu aktivieren, verpasste jedoch die Aktivierungszone. Beim ersten Mal verlor er einen Platz an D’Ambrosio, beim zweiten Mal konnten Buemi und Vergne an ihm vorbeigehen. Kurz darauf brach beim Überfahren der Curbs die linke Hinterradaufhängung an López’ Wagen. Vergne überholte unterdessen Buemi und war nun Dritter. Da López das Fahrzeug nicht an einer sicheren Position abstellen konnte, wurde zunächst eine Full-Course-Yellow ausgerufen. Da sich das Fahrzeug durch die Marshals nicht bergen ließ und ein Abschleppwagen benötigt wurde, kam kurz darauf das Safety Car auf die Strecke.
Das Rennen wurde in Runde 29 wieder freigegeben. D’Ambrosio, Buemi und Rowland hatten als einzige Piloten unter den ersten Zehn keinen Attack-Mode für die letzten Runden mehr zur Verfügung, so dass Vergne D’Ambrosio überholte, außerdem gingen Evans und Lotterer in den beiden folgenden Runden an Buemi vorbei. Vergne schloss anschließend auf Félix da Costa auf, der sich jedoch gegen Vergnes Angriffe verteidigte.
Félix da Costa gewann das Rennen nach 33 Runden vor Vergne und D’Ambrosio. Es war der zweite Sieg für Félix da Costa in der FIA-Formel-E-Meisterschaft nach dem Buenos Aires ePrix 2015. Für das Andretti-Team sowie für Antriebshersteller BMW war es der erste Sieg in der Rennserie. Die restlichen Punkteplatzierungen belegten Evans, Lotterer, Buemi, Rowland, Abt, di Grassi und Nelson Piquet jr.
Der Punkt für die schnellste Rennrunde unter den ersten Zehn ging an Lotterer.

## Meldeliste
Alle Teams und Fahrer verwenden Reifen von Michelin.
| Team                                     | Fahrzeug           | Nr. | Fahrer                 |
| ---------------------------------------- | ------------------ | --- | ---------------------- |
| Audi Sport ABT Schaeffler Formula E Team | Audi e-tron FE05   | 11  | Lucas di Grassi        |
| Audi Sport ABT Schaeffler Formula E Team | Audi e-tron FE05   | 66  | Daniel Abt             |
| DS Techeetah                             | DS E-Tense FE 19   | 25  | Jean-Éric Vergne       |
| DS Techeetah                             | DS E-Tense FE 19   | 36  | André Lotterer         |
| Envision Virgin Racing                   | Audi e-tron FE05   | 02  | Sam Bird               |
| Envision Virgin Racing                   | Audi e-tron FE05   | 02  | Robin Frijns           |
| Mahindra Racing                          | Mahindra M5Electro | 64  | Jérôme D’Ambrosio      |
| Mahindra Racing                          | Mahindra M5Electro | 94  | Felix Rosenqvist       |
| Nissan e.dams                            | Nissan IM01        | 22  | Oliver Rowland         |
| Nissan e.dams                            | Nissan IM01        | 23  | Sébastien Buemi        |
| Panasonic Jaguar Racing                  | Jaguar I-Type III  | 03  | Nelson Piquet jr.      |
| Panasonic Jaguar Racing                  | Jaguar I-Type III  | 20  | Mitch Evans            |
| Venturi Formula E Team                   | Venturi VFE05      | 19  | Felipe Massa           |
| Venturi Formula E Team                   | Venturi VFE05      | 48  | Edoardo Mortara        |
| NIO Formula E Team                       | NIO Sport 004      | 08  | Tom Dillmann           |
| NIO Formula E Team                       | NIO Sport 004      | 16  | Oliver Turvey          |
| Geox Dragon                              | PENSKE EV-3        | 06  | Maximilian Günther     |
| Geox Dragon                              | PENSKE EV-3        | 07  | José María López       |
| BMW i Andretti Motorsport                | BMW iFE.18         | 27  | Alexander Sims         |
| BMW i Andretti Motorsport                | BMW iFE.18         | 28  | António Félix da Costa |
| HWA Racelab                              | Venturi VFE05      | 05  | Stoffel Vandoorne      |
| HWA Racelab                              | Venturi VFE05      | 17  | Gary Paffett           |

## Klassifikationen

### Qualifying
| Pos.                                                                   | Fahrer                 | Team                                     | Zeit       | Superpole | Start |
| ---------------------------------------------------------------------- | ---------------------- | ---------------------------------------- | ---------- | --------- | ----- |
| 01                                                                     | António Félix da Costa | BMW i Andretti Motorsport                | 1:17,728   | –         | 01    |
| 02                                                                     | José María López       | Geox Dragon                              | 1:18,113   | –         | 02    |
| 03                                                                     | Sébastien Buemi        | Nissan e.dams                            | 1:18,269   | –         | 03    |
| 04                                                                     | Stoffel Vandoorne      | HWA Racelab                              | 1:18,490   | –         | 04    |
| 05                                                                     | Jean-Éric Vergne       | DS Techeetah                             | 1:18,571   | –         | 05    |
| 06                                                                     | Jérôme D’Ambrosio      | Mahindra Racing                          | 1:19,077   | –         | 06    |
| 07                                                                     | André Lotterer         | DS Techeetah                             | 1:19,317   | –         | 07    |
| 08                                                                     | Mitch Evans            | Panasonic Jaguar Racing                  | 1:19,712   | –         | 08    |
| 09                                                                     | Gary Paffett           | HWA Racelab                              | 1:19,929   | –         | 09    |
| 10                                                                     | Edoardo Mortara        | Venturi Formula E Team                   | 1:20,330   | –         | 13    |
| 11                                                                     | Alexander Sims         | BMW i Andretti Motorsport                | 1:20,367   | –         | 10    |
| 12                                                                     | Daniel Abt             | Audi Sport ABT Schaeffler Formula E Team | 1:20,385   | –         | 11    |
| 13                                                                     | Felipe Massa           | Venturi Formula E Team                   | 1:20,407   | –         | 12    |
| 14                                                                     | Oliver Rowland         | Nissan e.dams                            | 1:20,849   | –         | 14    |
| 15                                                                     | Nelson Piquet jr.      | Panasonic Jaguar Racing                  | 1:21,489   | –         | 15    |
| 16                                                                     | Maximilian Günther     | Geox Dragon                              | 1:21,883   | –         | 16    |
| 17                                                                     | Felix Rosenqvist       | Mahindra Racing                          | 1:23,037   | –         | 17    |
| 18                                                                     | Lucas di Grassi        | Audi Sport ABT Schaeffler Formula E Team | 1:25,104   | –         | 18    |
| 110-Prozent-Zeit: 1:25,501 min (bezogen auf Bestzeit von 1:17,728 min) |                        |                                          |            |           |       |
| 19                                                                     | Sam Bird               | Envision Virgin Racing                   | 1:29,625   | –         | 19    |
| 20                                                                     | Robin Frijns           | Envision Virgin Racing                   | 1:31,566   | –         | 20    |
| 21                                                                     | Oliver Turvey          | NIO Formula E Team                       | keine Zeit | –         | 21    |
| 22                                                                     | Tom Dillmann           | NIO Formula E Team                       | keine Zeit | –         | 22    |

Anmerkungen
1. ↑  Mortara wurde um drei Startplätze nach hinten versetzt, da sich das Team bei seinem Fahrzeug nicht an die Herstellervorgaben zur Implementierung der Batteriesoftware gehalten hatte.
2. ↑  Die 250-kW-Runde von di Grassi wurde gestrichen, da er kurzzeitig mehr als 250 kW Energie verbraucht hat.
3. ↑  Die 250-kW-Runde von Bird wurde gestrichen, da er kurzzeitig mehr als 250 kW Energie verbraucht hat.
4. ↑  Die 250-kW-Runde von Frijns wurde gestrichen, da er kurzzeitig mehr als 250 kW Energie verbraucht hat.
5. ↑  Die Rundenzeiten von Turvey wurden annulliert, da an seinem Fahrzeug während des Qualifyings nicht die vorgeschriebene Datenübertragung von Sensordaten zur Rennleitung vorhanden war.
6. ↑  Die Rundenzeiten von Dillmann wurden annulliert, da an seinem Fahrzeug während des Qualifyings nicht die vorgeschriebene Datenübertragung von Sensordaten zur Rennleitung vorhanden war.

### Rennen
| Pos. | Fahrer                 | Team                                     | Runden | Zeit      | Start | Schnellste Runde |
| ---- | ---------------------- | ---------------------------------------- | ------ | --------- | ----- | ---------------- |
| 01   | António Félix da Costa | BMW i Andretti Motorsport                | 33     | 46:29,777 | 01    | 1:13,265 (31.)   |
| 02   | Jean-Éric Vergne       | DS Techeetah                             | 33     | + 0,462   | 05    | 1:12,750 (32.)   |
| 03   | Jérôme D’Ambrosio      | Mahindra Racing                          | 33     | + 4,033   | 06    | 1:13,830 (33.)   |
| 04   | Mitch Evans            | Panasonic Jaguar Racing                  | 33     | + 5,383   | 08    | 1:13,427 (32.)   |
| 05   | André Lotterer         | DS Techeetah                             | 33     | + 5,579   | 07    | 1:12,591 (32.)   |
| 06   | Sébastien Buemi        | Nissan e.dams                            | 33     | + 6,625   | 03    | 1:13,397 (33.)   |
| 07   | Oliver Rowland         | Nissan e.dams                            | 33     | + 9,105   | 14    | 1:14,026 (33.)   |
| 08   | Daniel Abt             | Audi Sport ABT Schaeffler Formula E Team | 33     | + 9,819   | 11    | 1:14,301 (32.)   |
| 09   | Lucas di Grassi        | Audi Sport ABT Schaeffler Formula E Team | 33     | + 10,936  | 18    | 1:13,914 (22.)   |
| 10   | Nelson Piquet jr.      | Panasonic Jaguar Racing                  | 33     | + 11,564  | 15    | 1:14,803 (33.)   |
| 11   | Sam Bird               | Envision Virgin Racing                   | 33     | + 11,747  | 19    | 1:14,307 (23.)   |
| 12   | Robin Frijns           | Envision Virgin Racing                   | 33     | + 12,189  | 20    | 1:13,735 (24.)   |
| 13   | Oliver Turvey          | NIO Formula E Team                       | 33     | + 13,104  | 21    | 1:14,343 (32.)   |
| 14   | Tom Dillmann           | NIO Formula E Team                       | 33     | + 14,273  | 22    | 1:13,205 (33.)   |
| 15   | Maximilian Günther     | Geox Dragon                              | 33     | + 16,161  | 16    | 1:14,018 (32.)   |
| 16   | Stoffel Vandoorne      | HWA Racelab                              | 33     | + 20,013  | 04    | 1:14,850 (33.)   |
| 17   | Felipe Massa           | Venturi Formula E Team                   | 33     | + 43,610  | 12    | 1:13,950 (33.)   |
| 18   | Alexander Sims         | BMW i Andretti Motorsport                | 33     | + 47,712  | 10    | 1:13,604 (22.)   |
| 19   | Edoardo Mortara        | Venturi Formula E Team                   | 32     | + 1 Runde | 13    | 1:14,547 (13.)   |
| –    | José María López       | Geox Dragon                              | 25     | DNF       | 02    | 1:14,306 (22.)   |
| –    | Gary Paffett           | HWA Racelab                              | 09     | DNF       | 09    | 1:16,654 (07.)   |
| –    | Felix Rosenqvist       | Mahindra Racing                          | 08     | DNF       | 17    | 1:16,113 (07.)   |

Anmerkungen
1. ↑  Massa erhielt nachträglich eine Fünf-Sekunden-Strafe, weil er den Fanboost vor der 22. Rennminute verwendete.
2. ↑  Massa erhielt nachträglich eine Durchfahrtstrafe, die in eine Zeitstrafe von 25 Sekunden umgewandelt wurde, weil er beim Fanboost mehr als die erlaubten 100 kJ verwendete.

## Meisterschaftsstände nach dem Rennen
Die ersten Zehn des Rennens bekamen 25, 18, 15, 12, 10, 8, 6, 4, 2 bzw. 1 Punkt(e). Zusätzlich gab es drei Punkte für die Pole-Position und einen Punkt für den Fahrer unter den ersten Zehn, der die schnellste Rennrunde erzielte.

### Fahrerwertung
| Pos. | Fahrer                 | Team                                     | Punkte |
| ---- | ---------------------- | ---------------------------------------- | ------ |
| 01   | António Félix da Costa | BMW i Andretti Motorsport                | 28     |
| 02   | Jean-Éric Vergne       | DS Techeetah                             | 18     |
| 03   | Jérôme D’Ambrosio      | Mahindra Racing                          | 15     |
| 04   | Mitch Evans            | Panasonic Jaguar Racing                  | 12     |
| 05   | André Lotterer         | DS Techeetah                             | 11     |
| 06   | Sébastien Buemi        | Nissan e.dams                            | 8      |
| 07   | Oliver Rowland         | Nissan e.dams                            | 6      |
| 08   | Daniel Abt             | Audi Sport ABT Schaeffler Formula E Team | 4      |
| 09   | Lucas di Grassi        | Audi Sport ABT Schaeffler Formula E Team | 2      |
| 10   | Nelson Piquet jr.      | Panasonic Jaguar Racing                  | 1      |
| 11   | Sam Bird               | Envision Virgin Racing                   | 0      |

| Pos. | Fahrer             | Team                      | Punkte |
| ---- | ------------------ | ------------------------- | ------ |
| 12   | Robin Frijns       | Envision Virgin Racing    | 0      |
| 13   | Oliver Turvey      | NIO Formula E Team        | 0      |
| 14   | Tom Dillmann       | NIO Formula E Team        | 0      |
| 15   | Maximilian Günther | Geox Dragon               | 0      |
| 16   | Stoffel Vandoorne  | HWA Racelab               | 0      |
| 17   | Felipe Massa       | Venturi Formula E Team    | 0      |
| 18   | Alexander Sims     | BMW i Andretti Motorsport | 0      |
| 19   | Edoardo Mortara    | Venturi Formula E Team    | 0      |
| 20   | José María López   | Geox Dragon               | 0      |
| 21   | Gary Paffett       | HWA Racelab               | 0      |
| 22   | Felix Rosenqvist   | Mahindra Racing           | 0      |

### Teamwertung
| Pos. | Team                                     | Punkte |
| ---- | ---------------------------------------- | ------ |
| 01   | DS Techeetah                             | 29     |
| 02   | BMW i Andretti Motorsport                | 28     |
| 03   | Mahindra Racing                          | 15     |
| 04   | Nissan e.dams                            | 14     |
| 05   | Panasonic Jaguar Racing                  | 12     |
| 06   | Audi Sport ABT Schaeffler Formula E Team | 6      |

| Pos. | Team                   | Punkte |
| ---- | ---------------------- | ------ |
| 07   | Envision Virgin Racing | 0      |
| 08   | NIO Formula E Team     | 0      |
| 09   | Geox Dragon            | 0      |
| 10   | HWA Racelab            | 0      |
| 11   | Venturi Formula E Team | 0      |